# 八百津町立久田見小学校大平分校
八百津町立久田見小学校大平分校 （やおつちょうりつ　くたみしょうがっこう　おおだいらぶんこう）は、かつて岐阜県加茂郡八百津町に存在した公立小学校の分校。

## 概要
- 久田見小学校の分校であり、八百津町久田見の大平地区[注釈 2]が校区であった。1965年4月時点での児童数は28名。1965年廃校。

## 沿革
- 1879年（明治12年） - 久田見村字大平に大平小学義校が開校。
- 1889年（明治22年） - 大平尋常小学校に改称する。
- 1895年（明治28年） - 久田見南尋常小学校に改称する。
- 1897年（明治30年）4月1日 - 上吉田村と久田見村が合併し、久田見村が発足。
- 1898年（明治31年） - 久田見南尋常小学校が久田見中尋常小学校に統合される。同時に久田見中尋常小学校久田見第一尋常小学校に改称し、旧・久田見南尋常小学校は久田見第一尋常小学校大平支校になる。
- 1901年（明治34年） -
  - 大平尋常小学校として独立する。
  - 校区変更により、久田見第二尋常小学校嵩分教場が久田見第二尋常小学校から大平尋常小学校に移り、大平尋常小学校坂上分教場となる。
- 1908年（明治41年）6月 - 久田見尋常小学校に統合され廃校。
- 1910年（明治43年）9月 - 久田見尋常小学校大平分教場を設置。
- 1941年（昭和16年）4月1日 - 久田見国民学校大平分教場に改称する。
- 1947年（昭和22年）4月1日 - 久田見村立久田見小学校大平分校に改称する。
- 1956年（昭和31年）9月30日 - 久田見村が八百津町に編入される。同時に八百津町立久田見小学校大平分校に改称する。
- 1965年（昭和40年）9月 - 廃校。